# Wildwasser (Verein)
Der Verein Wildwasser, Arbeitsgemeinschaft gegen sexuellen Missbrauch an Mädchen e. V. mit der offiziellen Kurzbezeichnung Wildwasser e. V. ist eine gemeinnützige Facheinrichtung gegen sexuelle Gewalt an Mädchen und Frauen in Deutschland mit Sitz in Berlin. Der 1983 gegründete Verein gilt als die erste derartige Einrichtung in Deutschland und hat für sein Wirken mehrere Auszeichnungen erhalten.
Nach dem Vorbild des Berliner Vereins gründeten sich bundesweit in vielen Städten Vereine unter dem Namen Wildwasser, die unabhängig, aber vernetzt agieren. Sie betreiben regional sozialpädagogische Hilfsangebote durch professionell ausgebildete Fachfrauen für von sexuellem Missbrauch betroffene Mädchen und Frauen sowie deren Bezugspersonen. Nach § 75 SGB VIII besteht eine Anerkennung der eingetragenen und als gemeinnützig anerkannten Vereine als Träger der freien Jugendhilfe. Vernetzt sind die Vereine mehrheitlich mit der Bundesarbeitsgemeinschaft Feministischer Organisationen gegen Sexuelle Gewalt und dem Paritätischen Wohlfahrtsverband des jeweiligen Bundeslandes.
Die Vereine verstehen ihren Arbeitsansatz als parteilich, das heißt, dass die Mitarbeiterinnen sich an der Seite der betroffenen Mädchen und Frauen sehen und die Gewalterfahrung von deren Standpunkt aus betrachten.
In den 1990er Jahren geriet Wildwasser Worms im Zusammenhang mit Beschuldigungen sexuellen Missbrauchs, die sich später als unzutreffend erwiesen, in die Kritik.

## Ziele
Die Wildwasser-Vereine bieten Beratung für
- von sexuellem Missbrauch Betroffene
- Müttern/Eltern sexuell missbrauchter Kinder
- Lehrer, Erzieher, Sozialpädagogen usw., die in Kontakt mit einem betroffenen Kind stehen
- Partner sexuell missbrauchter Frauen

Die Wildwasser-Beratungsstellen weisen fundierte Kenntnisse in der Arbeit gegen sexualisierte Gewalt auf und arbeiten auf der Grundlage eines feministisch-parteilichen Konzepts.
Feminismus ist eine politische Haltung, die sich gegen strukturelle Gewalt und Diskriminierung von Mädchen und Frauen in unserer Gesellschaft wendet. Die Lebenssituation von Mädchen und Frauen mit den unterschiedlichen kulturellen Hintergründen unserer Gesellschaft wird dabei berücksichtigt.
Im Sinne einer parteilichen Arbeit rückt die Selbstbestimmung von Mädchen und Frauen in den Mittelpunkt der politischen Auseinandersetzung und der Arbeit der Fachberatungsstelle.

## Geschichte
Der erste Wildwasser-Verein gilt auf Deutschland bezogen als älteste Spezialeinrichtung für Betroffene. Er gründete sich im Jahr 1983 in West-Berlin aus einer Selbsthilfegruppe von Frauen heraus, die als Kinder selber Opfer von Missbrauch geworden waren. Seine Wurzeln liegen in der Frauenselbsthilfebewegung. Mit der Vereinsgründung sollte dem in speziellen Fachkreisen diskutiertem Mangel an sozialpädagogischen Hilfen für Betroffene und Fachkräfte Rechnung getragen werden. Der Berliner Verein wurde mehrfach ausgezeichnet, so 2014 mit der Louise-Schroeder-Medaille.
Heute gibt es bundesweit in vielen größeren Städten Wildwasser-Vereine. Die Wildwasser-Beratungsstellen sind aus verschiedenen Selbsthilfeprojekten entstanden, die – von sexuellem Missbrauch betroffene – Frauen gründeten, „um gemeinsam ihre Erfahrungen aufzuarbeiten und sich gegenseitig zu unterstützen“. Außerdem diente der Zusammenschluss dazu, sich gegenseitig zu stärken, die Verbrechen öffentlich und die Gesellschaft darauf aufmerksam zu machen. So entstanden in vielen Städten Projektgruppen, aus denen später die – voneinander unabhängigen – Wildwasser-Vereine gegründet wurden. Betroffene Frauen fanden damals in der Regel keine für sie passenden Anlaufstellen, da ihnen selten geglaubt und oft die Schuld an der sexualisierten Gewalt, die ihnen widerfahren war, gegeben wurde.
Zunächst diente die Selbsthilfegruppenarbeit der gegenseitigen Stärkung und Weiterentwicklung, doch im Laufe der Zeit verdeutlichte das Ausmaß männlicher sexualisierter Gewalt gegen Mädchen, wie wichtig und dringend nötig politische Öffentlichkeits- und Präventionsarbeit ist. Aus diesem Bedürfnis heraus gründeten sich seit 1983 vielerorts in Deutschland Wildwasser-Selbsthilfegruppen und -Beratungsstellen, die unabhängig aber vernetzt arbeiten.

## Definition von sexualisierter Gewalt
In der Regel besteht bei sexualisierter Gewalt ein Machtgefälle zwischen Täter und Opfer. Dies ist unter anderem ein Grund, dass die Täter meistens aus dem innerfamiliären oder sozialen Umfeld des Opfers kommen (95 %), da hier eine größere Abhängigkeit vom Täter besteht.
Sexualisierte Gewaltanwendung ist immer eine geplante Tat und geschieht nicht zufällig. Die Gewalttaten werden begleitet von Bedrohung, gezielten Lügen, Überreden, Zwang und körperlicher Gewalt, aber auch von Druckmitteln wie Geschenken, Zuwendung und Aufmerksamkeit, welche das Kind zunächst als positiv und schön empfinden kann, die jedoch nach und nach die Abhängigkeit vom Täter verstärken.
Loyalitätskonflikte und Ohnmachtsgefühle, die aus dem Beziehungszusammenhang heraus resultieren, führen dazu, dass Kinder sich schuldig und verantwortlich fühlen und Angst vor Bestrafung haben. Eine Aufdeckung wird somit erschwert.
Die Definition von sexualisierter Gewalt gegen Mädchen und Jungen beschreibt Ursula Enders, Mitbegründerin und Leiterin von Zartbitter wie folgt:
„Sexuelle Gewalt ist immer dann gegeben, wenn ein Mädchen oder Junge von einem Erwachsenen oder älteren Jugendlichen als Objekt der eigenen sexuellen Bedürfnisse benutzt wird. Kinder und Jugendliche sind aufgrund ihrer kognitiven und emotionalen Entwicklung nicht in der Lage, sexuellen Beziehungen zu Erwachsenen und älteren Jugendlichen wissentlich zuzustimmen. Fast immer nutzt der Täter (die Täterin) ein Macht- oder Abhängigkeitsverhältnis aus. Auch wenn ein Mädchen oder Junge sich aktiv beteiligt, die Verantwortung für den sexuellen Missbrauch liegt immer bei dem Erwachsenen.“

## Zielgruppe
Ein grundlegendes Ziel der Arbeit von Wildwasser ist der Schutz von Mädchen und Jungen.
Das Beratungsangebot richtet sich in erster Linie an Mädchen und Frauen, die in ihrer Jugend sexualisierte Gewalt erlebt haben und an alle sie unterstützenden Personen.
Genauer ausdifferenziert bedeutet dies:
- Mädchen ab 12 Jahren, die sexualisierte Gewalt erleiden oder erlitten haben
- Frauen, die in ihrer Kindheit sexualisierte Gewalt erlitten haben
- Frauen und Männer, die betroffene Mädchen und Jungen unterstützen möchten
- Fachkräfte im sozialen Bereich, die in ihrer Arbeit mit sexualisierter Gewalt konfrontiert sind
- Personen, die sich zum Thema sexualisierte Gewalt und Prävention informieren möchten
- Fachkräfte, die Aus- und Weiterbildung oder Supervision beanspruchen möchten

## Inhaltlicher Rahmen
Inhaltlich bieten die Fachberatungsstellen folgendes an:

### Intervention und Beratung
Ziel von Intervention und Beratung ist die Stärkung von selbstbestimmten, eigenverantwortlichen Handlungs- und Entscheidungsmöglichkeiten von Mädchen und Frauen.
Es werden Informationen zum Thema sexueller Missbrauch gegeben und Handlungsmöglichkeiten für unterstützende Personen erarbeitet. Außerdem bietet die Fachberatungsstelle Hilfe bei der Suche nach geeigneten Therapeuten, Kliniken, Ärzten und Rechtsanwälten an.
Die Beratungen selbst können telefonisch, per E-Mail oder persönlich stattfinden. Prinzipiell unterliegen die Mitarbeiterinnen der Fachberatungsstelle hierbei der Schweigepflicht und bieten unter anderem an, die Beratung anonym durchzuführen. Unterstützend ist in diesem Fall das Angebot der offenen Sprechstunde, welche es Betroffenen ermöglicht auch ohne Anmeldung zur Beratung zu kommen.
Außerdem gibt es das Angebot der Fachberatung, welche sich an professionelle Fachkräfte und Institutionen, die sich fallbezogen beraten lassen möchten, richtet.
Ebenfalls wichtig ist die Prozessbegleitung sowie das Beraten bei der vorherigen Entscheidung, ob und was angezeigt werden soll. Innerhalb der Prozessbegleitung lassen sich vier Bausteine erkennen, die eine kontinuierliche Unterstützung im gesamten Verfahren bieten: 1. „Entscheidungsphase“, 2. „Vorbereitungsphase“, 3. „Während der Gerichtsverhandlung“ und 4. „Nach der Verhandlung“. Kommt es zu einer Anzeigenerstattung und infolgedessen zu einem Prozess, so geht es den Beraterinnen hauptsächlich darum, Mädchen und Frauen prozessbegleitend zu beraten. Ziel der Unterstützung im Strafverfahren, der „Prozessbegleitung“, ist es, die Gefahr der Retraumatisierung zu verringern und die Belastungsfaktoren zu reduzieren. Sie erfahren Hilfe bei der Anzeigenerstattung, der Aussagenaufnahme, sowie bei der Gerichtsverhandlung selbst. Außerdem werden Kontakte zu spezialisierten Rechtsanwälten hergestellt und es wird über Rechte und Pflichten, wie z. B. die Nebenklageeinreichung, informiert.
Ein weiteres Ziel der Prozessbegleitung ist die Gewährleistung der Opferrechte und der Schutz von Kindern und Jugendlichen vor weiteren schädigenden Einflüssen. (Vlg. Wildwasser Darmstadt e. V., Renée Escosura (2010): Beratung, Begleitung und Unterstützung bei Strafverfahren – Informationen für Fachkräfte.)

### Prävention
Prävention umfasst Fort- und Weiterbildungen für Fachkräfte, Elternbildung und Supervision. Es geht darum, Maßnahmen ergreifen zu lernen, die sexualisierte Gewalt verhindern oder beenden, denn die Verantwortung für das Wohl der Kinder liegt bei den Erwachsenen! Laufende Supervisionsgruppen für Professionelle aus allen möglichen Arbeitsbereichen, die direkt oder indirekt mit möglicherweise Betroffenen arbeiten, dienen der Reflexion fachbezogener Arbeit vor Ort. Neben konkreten Maßnahmen zur Verhinderung und Behinderung sexualisierter Gewalt geht es wesentlich um die Haltung, die sich anderen gegenüber respektvoll und achtsam zeigt. Sinnvolle Prävention bezieht die eigene Person mit ein, anerkennt das Ausmaß von sexualisierter Gewalt und geschieht auf der Basis von Wissen, Selbstreflexion, Konfliktfähigkeit und Teamarbeit. Ihre Zielgruppen sind zuerst die Erwachsenen, weil diese die Verantwortung tragen, danach soziale Institutionen und dann erst Mädchen und Jungen.
Manche der Fachberatungsstellen geben Anfang des Jahres ein Jahresprogramm heraus, welches über die jährlichen Fortbildungsangebote, Seminare, Fallsupervisionsangebote, Neuigkeiten, die Referentinnen und den institutionellen Rahmen informiert.

### Öffentlichkeitsarbeit und Vernetzung
Weitere Aufgabenbereiche sind Öffentlichkeitsarbeit und Vernetzung. Die Öffentlichkeitsarbeit richtet sich sowohl an die Gesellschaft, als auch an die Menschen vor Ort und an die Politik. Ihr Ziel sind Informationsvermittlung und Aufklärung. Hierunter fallen z. B. auch das Organisieren von Theaterstücken und das Betreuen eines Informationstisches bei größeren Veranstaltungen, sowie fachspezifische Vorträge und (Podiums-)Diskussionen.
Die Vernetzung ist bei der Öffentlichkeitsarbeit unterstützend, da sie hilft, Kontakte zu anderen Hilfeeinrichtungen, Politikern und Polizei aufzubauen und sich regelmäßig auszutauschen. Hier finden regelmäßige Austausche in Netzwerken, wie beispielsweise dem Netzwerk Gewaltschutz, und Arbeitskreisen, sowie Unterarbeitskreisen, statt.
Auch wurde im Bundesland Hessen eine Vernetzung der Wildwasser-Beratungsstellen, sowie einiger anderer Hilfeeinrichtungen, in Form einer Landesarbeitsgemeinschaft eingerichtet.

### Selbsthilfe
Die Gruppenarbeit kann eine weitere Form der Unterstützung sein, die hilft, Gewalterfahrungen zu verarbeiten. Selbsthilfegruppen werden von betroffenen Frauen oder von Müttern betroffener Kinder angefragt und dienen dazu, Kontakte zu anderen Betroffenen zu knüpfen, einen Ort des Zusammenhalts zu erleben und Gefühle wie Scham, Stigmatisierung und Isolation zu teilen.

## Kritik
Katharina Rutschky, bekannt für offensive Thematisierung des Komplexes „Missbrauch des Missbrauchs“  kritisierte 1992 die Arbeit von Wildwasser scharf. Sie warf dem Verein vor, dass eine von ihr und weiteren Wissenschaftlern organisierte Informationskundgebung zum Thema Pädophilie auf einem wissenschaftlichen Kongress von Wildwasser-Aktivisten mittels Anwendung physischer Gewalt gegen die einzelnen Redner unterbunden worden sei. In polemischer Form hinterfragte Wiglaf Droste in seinem Text Der Schokoladenonkel die Form der Thematisierung des Missbrauchsthemas durch den Verein, die dazu aus seiner Sicht ein paranoid geprägtes Klima in der Gesellschaft erzeugte.

### Wormser Prozesse
1993 verwickelte sich Wildwasser Worms in den Skandal Wormser Prozesse. Aufgrund gravierender ärztlicher Befunde sowie Vorwürfen aus dem Umfeld der betroffenen Kinder ordnete das Jugendamt Worms regelmäßige ärztliche Kontrollen der Kinder an und empfahl die Kontaktaufnahme zur Beratungsstelle Wildwasser. Eine Wildwasser-Mitarbeiterin ging davon aus, z. B. anhand von Spielen mit anatomischen Puppen, die diagnostisch bei Verdachtsfällen zu sexuellem Missbrauch als Kommunikationsmittel dienen, oder durch im Nachhinein als verhörähnlich bewertete Befragungen der Kinder Hinweise auf den sexuellen Missbrauch von 25 Erwachsenen an 16 Kindern gefunden zu haben. Im Zusammenspiel mit unseriös bewertenden Kinderärzten, unprofessionell gewürdigten psychologischen Gutachten und einer unkritisch agierenden Justiz wurden 25 Personen unter dem Tatverdacht des sexuellen Missbrauchs von 16 Kindern festgenommen. Die als Wormser Prozesse bekannt gewordenen Verfahren, die 1997 mit dem Freispruch aller Angeklagten endeten, fanden ein großes Medienecho. Die Beteiligten waren trotz der Freisprüche anschließend sozial und finanziell ruiniert. Die meisten der betroffenen Kinder kehrten niemals in ihre Familien zurück.
Auch in der jüngeren Vergangenheit wurde der Verein aufgrund ähnlich gelagerter Fälle Ziel von Kritik. So wurde im Jahr 2004 ein Mann vom Landgericht Halle wegen angeblicher Vergewaltigung seiner Tochter zu zehn Jahren Haft verurteilt. Obwohl das Mädchen selbst von dieser Darstellung hatte abrücken wollen, wurde es von einer Wildwasser-Mitarbeiterin beeinflusst, damit es bei seiner Falschaussage blieb. 2010 wurde der Mann im Wiederaufnahmeverfahren freigesprochen.

## Wirken
Im Oktober 2011 veranstaltete der Verein Wildwasser Wiesbaden als Reaktion auf die breit diskutierten aufgedeckten Missbrauchsfälle in Institutionen eine Fachtagung, an der 120 Mitarbeiter von Einrichtungen der Region Frankfurt teilnahmen. Ziel der Tagung war Aufklärung zu dem Thema sexuelle Gewalt sowie Erörterung zu Präventionsmaßnahmen in Institutionen, um sexuelle Übergriffe zu verhindern.
Der Verein Wildwasser Nürnberg entwickelte das Präventionsprojekt Das kleine 1×1 in Mathe plus, das große 1x1 für den Schutz vor sexuellem Missbrauch. Das auf eine Dauer von sechs Wochen konzipierte Projekt richtet sich an Mädchen und Jungen im Alter von 8 bis 10 Jahren. Ziel ist, die altersgerechte Auseinandersetzung mit dem Themenkomplex „Sexuelle Gewalt“ zu ermöglichen. Das Staatliche Schulamt Nürnberg befürwortete das Gesamtkonzept sowie die damit einhergehenden Materialien und genehmigte es für die Verwendung im Unterricht. 1999 erhielt das Projekt den Hänsel & Gretel Stiftungspreis.
Wildwasser Berlin ist Unterzeichner der Initiative Transparente Zivilgesellschaft.

## Auszeichnungen
Berlin
- 2004 wurde der Mädchennotdienst Wildwasser e. V. mit dem Integrationspreis des Berliner Beauftragten für Integration und Migration ausgezeichnet.
- 2007 wurde dem Projekt Krisenwohnung der Sonderpreis des Präventionspreises des Landes Berlin für interkulturelle Elternarbeit verliehen.[13]
- 2014: Louise-Schroeder-Medaille[14]

Weitere Städte
- Im Januar 2003 verlieh die Stadt Marburg dem Verein Wildwasser Marburg ihr Stadtsiegel für „hervorragende soziale Verdienste“. Damit wurde die Arbeit des Vereins gegen sexuellen Missbrauch in der Kindheit gewürdigt.[15]
- 2003 erhielt Wildwasser München den Anita-Augspurg-Preis der Stadt München.